# 감자나무
감자나무(柑子--)는 운향과의 과일 나무(상록 소교목)이다.  귤속의 잡종 재배식물로, 감귤나무(C. reticulata)와 당귤나무(C. × sinensis)의 자연 교잡으로 생겨났다. 열매는 감자(柑子)로, 제주도 재래 감귤의 하나이며, 병귤 등 다른 제주감귤과 유전적 근연관계가 있다. 식물학적 종이 아니지만, Citrus benikoji hort. ex Tanaka 등 학명으로 불리기도 한다.
조선 시대 때는 임금에게 진상되는 과일이었다. 1702년 제주목사 이형상이 제주도의 각 고을을 순회한 장면을 화공 김남길이 기록한 채색 화첩인 《탐라순력도(耽羅巡歷圖)》의 〈감귤봉진(柑橘封進)〉에는 진상된 제주 감귤 수가 적혀 있는데, 감자는 2만 5,842개로 가장 많은 수가 진상되었다고 기록되어 있다.

## 같이 보기
- 제주감귤